# Arcinazzo Romano
Arcinazzo Romano – miejscowość i gmina we Włoszech, w regionie Lacjum, w prowincji Rzym.
Według danych na rok 2004 gminę zamieszkiwało 1335 osób, 47,7 os./km².